# Hegyi
Hegyi (szlovákul: Zemplínske Kopčany) község Szlovákiában, a Kassai kerület Nagymihályi járásában.

## Fekvése
Nagymihálytól 20 km-re délre, a Laborc és az Ondava között fekszik.

## Története
1351-ben említik először, de más források szerint már 1220-ban is létezett. A 15. századig a Buttkayak tulajdona, később több tulajdonosa is volt. 1411-ben birtokosok még a Ráskay, Márki és Alcseby családok. A 15. század közepén a Buttkayak és Pálócziak, a 16. században pedig többek között a Sárosi, Bánffy, Pethő, Ráskay, Vécsey és Orosz családok a társbirtokosok. A század végén a Ráskay, Soós, Eödönffy és Palocsay nemzetségek uralták. A 17. század elején a Sándoriaké volt, majd a Soós és Horváth családok a birtokosok. A 18. században mindössze tizennyolc család volt birtokos a faluban.
A 18. század végén Vályi András így ír róla: „HEGYI. Tót falu Zemplén Várm. földes Urai Rozgonyi, és több Uraságok, lakosai katolikusok, ó hitűek, és reformátusok, fekszik Szalók, és Kis Ráskához 3/4 mértföldnyire, térséges határja három nyomásbéli, búzát, gabonát, tengerit, árpát, és zabot terem, erdeje, szőleje nints, legelője elég, piatza Újhelyben, Ungváron, és Nagy Mihályon.”
Fényes Elek 1851-ben kiadott geográfiai szótárában így ír a faluról: „Hegyi, magyar-orosz-tót falu, Zemplén vármegyében, Deregnyőhöz 1/2 órányira: 260 romai, 105 g. kath., 5 evang., 198 ref., 35 zsidó lak. Kath. paroch. templom, 683 hold szántóföld. F. u. többen. Ut. p. Nagy-Mihály.”
Borovszky Samu monográfiasorozatának Zemplén vármegyét tárgyaló része szerint: „Hegyi, a Bodrog-Tisza közén fekszik. Magyar kisközség 76 házzal és 369 róm. kath. és ev. ref. vallású lakossal. Postája Málcza, távírója Deregnyő, vasúti állomása Bánócz. Ősrégi község, melyre 1220-ban a Buttkayak kapnak királyi adományt. 1411-ben a Buttkayak, Ráskayak és a Márkiak birtoka, de az Alcsebi család is szerez itt részbirtokot. 1451-ben Pálóczi János is birtokosai közé tartozik, 1541-ben pedig Sárosy Lukácsot, húsz évvel később Csicseri Orosz Zsigmondot, 1580-ban Palajthay Miklóst és Lorántffy Farkast iktatják egyes részeibe. Az 1598-iki összeírás Ráskay Györgyöt és Mihályt, Soós Kristófot, Eödönffy Kristófot és Palocsay Györgyöt találja itt. 1649-ben Sándor Miklósnak, egy évvel később pedig Soós Gábornak és Horváth Györgynek is vannak itt részeik. Későbbi urai a Rozgonyi, Lacsny, Kováts, Unghváry, Thuránszky, Mészáros, Szinnyey, Stépán, Révész, Bodó, Boka, Harsányi, Bessenyey, Czeglédy, Vizy, Tasnády, Kulin és Kossuth családok. Ezidőszerint Stépán Gábornénak van itt nagyobb birtoka. A községbeli két templom közül a római katholikus 1795-ben épült; a református templom építési ideje ismeretlen. A községben egy régi kúria áll, melyet még a Rozgonyiak építtettek s ez most a Stépán Gábornéé. 1900-ban a községnek több mint fele leégett. Ide tartozik Malomás-tanya.”
1920-ig Zemplén vármegye Nagymihályi járásához tartozott, majd az újonnan létrehozott csehszlovák államhoz csatolták. 1938 és 1945 között ismét Magyarország része.

## Népessége
| Év:            | 1994. | 2004.   | 2014.    | 2024.    |
| -------------- | ----- | ------- | -------- | -------- |
| Emberek száma: | 218   | 232     | 441      | 515      |
| Eltérés:       |       | +6,42 % | +90,08 % | +16,78 % |

| Év:            | 2023. | 2024.   |
| -------------- | ----- | ------- |
| Emberek száma: | 518   | 515     |
| Eltérés:       |       | -0,57 % |

1910-ben 379-en, többségében magyar anyanyelvűek lakták, jelentős szlovák kisebbséggel.
2001-ben 218 lakosából 138 szlovák és 79 magyar volt.
2011-ben 379 lakosából 274 szlovák és 85 magyar volt.